# Abraxas hemerophiloides
Abraxas hemerophiloides är en fjärilsart som beskrevs av Eugen Wehrli 1931. Abraxas hemerophiloides ingår i släktet Abraxas och familjen mätare. Inga underarter finns listade i Catalogue of Life.